# Patsville (Nevada)
Patsville es un área no incorporada ubicada en el condado de Elko en el estado estadounidense de Nevada.

## Geografía
Patsville se encuentra ubicado en las coordenadas 41°48′37″N 115°57′27″O / 41.81028, -115.95750.